# نوبة غير صرعية
النوبات غير الصرعية (بالإنجليزية: Non-epileptic seizures)‏ هي حالة انتيابية تتشابه (تحاكي) مع نوبات الصرع لكن دون أن يصاحبها نشاط غير طبيعي لعصبونات القشرة المخية، ويتسبب في هذه النوبات الغير صرعية حالات فسيولوجية أو نفسية. (للمزيد عن السبب الأخير انظر نوبات نفسية غير صرعية).

## التشخيص
هناك مجموعة كبيرة من الظواهر تتشابه مع نوبات الصرع، الأمر الذي قد يؤدي إلى التشخيص الخاطئ لمرض الصرع في أشخاص لا يعانون من الصرع. وبالفعل فإن نسبة كبيرة من الأشخاص الذين تم تشخيصهم بالصرع في البداية ستتم مراجعة هذا التشخيص فيما بعد. تشير إحدى الدراسات أن غالبية الأطفال الذين جاؤا إلى العيادة الطبية مصابين بـ «نوبات وإغماءات والمنعطفات المضحكة» لم يكن لديهم صرع، مع الإشار إلى الإغماء باعتباره بديل أكثر شيوعًا.
ويشمل التفريق بين النوبات الصرعية والغير صرعية إبقاء المريض عينه مغلقة ونادرا ما يتسبب في الأذى تجاه نفسه أثناء النوبة (كلاهما أكثر شيوعا في النوبات الصرعية)
المصطلحات
تحدد الرابطة الدولية لمناهضة الصرع (ILAE) نوبة الصرع بأنها «حدوث عابر للعلامات و / أو الأعراض بسبب نشاط عصبي مفرط أو متزامن غير طبيعي في الدماغ». [5] يمكن أن تحدث نوبات صرع في شخص لا يعاني من الصرع - كنتيجة لإصابة في الرأس أو جرعة زائدة من المخدرات أو السموم أو الارتعاج أو التشنجات الحموية، على سبيل المثال.

## الأسباب
تشمل الأسباب المحتملة ما يلي:
- الإغماء
  - نوبة انعكاسية بعوز الأكسجين
- فاصلة قطع النفس لذى الأطفال
- مرض الجمدة
- فرط الإجفال، وتسمى أيضا متلازمة الإجفال
- صداع نصفي
- نوم قهري
- رمع عضلي غير صرعي
- خطل نومي، بما في ذلك هلع النوم
- السلوكيات أو الطقوس المتكررة
- عرة